# 79P/du Toit-Hartley
La comète du Toit-Hartley, officiellement 79P/du Toit-Hartley, est une comète périodique du système solaire, découverte le 9 avril 1945 par Daniel du Toit à l'Observatoire Boyden, en Afrique du Sud, et redécouverte par Malcolm Hartley en 1982.